# Supra de Montréal
Maillots
Le Supra de Montréal est un club canadien de football (soccer) fondé en 1988 et basé à Montréal, au Québec. Le Supra a cessé ses activités en 1992. Il évoluait dans la Ligue canadienne de soccer professionnel (CPSL). 
C'est en 1992 que la ligue canadienne de soccer (CSL) mit fin à ses opérations. Le Supra disparaît et Montréal se retrouve une fois de plus sans équipe de soccer professionnel pour défendre ses couleurs. À l'automne de cette même année, le groupe Saputo reprendra le flambeau en acquérant une nouvelle franchise, l'Impact de Montréal, dans la American Professional Soccer league (APSL).

## Historique
Après la fin de la ligue professionnelle nord-américaine, la NASL, en 1985, seule subsistait en Amérique du Nord la MISL, ligue professionnelle de football en salle. Le Manic de Montréal avait cessé ses activités en 1983. Il fallut attendre 1987 pour voir repartir le soccer professionnel au Canada, alors que celui-ci n'existait plus aux États-Unis. En 1988, le Supra de Montréal se joint aux autres clubs de la nouvelle Ligue canadienne de soccer.

À Montréal, il y avait d'abord eu une série de coups d'éclat et d'annonces incertaines dépourvues de moyens financiers. Alors, pour beaucoup, c'est un « miracle » qui s'accomplit, début mars 1988, lorsque le défilement des promoteurs successifs s'arrête par un choix : le grand « sauveur » s'appelle O'Keefe. Montréal tient finalement sa nouvelle équipe professionnelle. O'Keefe est l'une des trois plus grandes brasseries du Canada, déjà largement impliquée dans le hockey, le baseball et le football américain. C'est à la suite d'un consensus entre les composantes du football montréalais que la puissante corporation fut convaincue d'investir en tant que commanditaire principal. La formule choisie sera la propriété communautaire. Une corporation à but non lucratif sera contrôlée par un conseil d'administration composé de 12 votants : six sociétés fondatrices (dont O'Keefe) plus six représentants des petits investisseurs. Guy Burelle, anciennement président de la Fédération de soccer du Québec, et Pari Arshagouni, ex-responsable du programme élite du même organisme, sont élus respectivement président et directeur général. Le budget de l'équipe sera de 2 millions de dollars canadiens, dont un tiers en masse salariale. Arshagouni déclare tout de suite que « aucun joueur ne pourra se permettre, vu les salaires, la pratique exclusive du soccer ». Des 18 joueurs que se propose d'embaucher l'entraîneur Andy Onorato, 13 proviendront de la Ligue semi-professionnelle du Québec, alors que la direction espère recruter les trois joueurs étrangers réglementaires.

### Bilan saison par saison
| saison | matchs | victoires | défaites | nuls | Bp  | Bc  | points | Éliminatoires            |
| ------ | ------ | --------- | -------- | ---- | --- | --- | ------ | ------------------------ |
| 1988   | 28     | 8         | 12       | 8    | 36  | 44  | 24     | Non classé               |
| 1989   | 26     | 3         | 14       | 9    | 26  | 46  | 15     | Non classé               |
| 1990   | 26     | 13        | 2        | 11   | 30  | 12  | 37     | Demi-finales de division |
| 1991   | 28     | 11        | 10       | 7    | 41  | 38  | 40     | Quarts de finale         |
| 1992   | 20     | 6         | 7        | 7    | 29  | 24  | 25     | Demi-finales             |
| total  | 128    | 41        | 45       | 42   | 162 | 164 | 141    |                          |

## Grands noms du passé

### Joueurs
| - Nick De Santis - Rudy Doliscat - Patrick Diotte - Paul Dolan - Kyriakos Selaidopoulos - Paul Fenwick | - Iain Fraser (en) - André Gagnon - Christian Gourcuff - Pierre Groulx - Sylvain Hamel - Pat Harrington | - Lyndon Hooper - Tasso Koutsoukos - Otmane Ibrir - Marc Mounicot - Grant Needham | - Marco Rizi - Pierre-Richard Thomas - Mark Watson - Frédéric Lagacé |

### Entraîneurs
| - Paolo Ferrante (1991) - Eddie Firmani (1991) - Pierre Mindru (1989) | - Andy Onorato (1988, 1989) - Robert Vosmaer (1992) - Roy Wiggemansen (1990) |

### Présidents
| - Frank Aliaga - Guy Burelle |